# ルチアーノ・ロサーダ
ルチアーノ・ロサーダ（Luciano Rosada, 1923年2月19日 - 1998年11月26日）は、イタリアの指揮者。

## 経歴
1923年、ヴェネツィア生まれ。地元のベネデット・マルチェロ音楽院を経てシエーナのキジアーナ音楽院でアントニオ・グァルニエリとヘルマン・シェルヘンに指揮法を学び、1947年にスカラ座で指揮者としてデビューを飾った。
1957年にスカラ座におけるフランコ・ドナトーニのバレエ《ランプ》の初演を指揮。
1973年にスカラ座でルイージ・コルテスのオペラ《白夜》の初演を指揮。
1964年から1974年までボローニャのマルティーニ音楽院、1975年から1984年までミラノのヴェルディ音楽院で指揮法を教えた。
1998年、ミラノにて死去。